# Michel Kauffmann
Pour les articles homonymes, voir Kauffmann.
Michel Kauffmann, né le 22 septembre 1914 à Strasbourg et mort le 25 mai 1987 à Ittenheim (Bas-Rhin), est un homme politique français qui fut député et sénateur du Bas-Rhin.

## Biographie
Issu d'une famille d'agriculteurs protestants, Michel Kauffmann suit des études secondaires à Strasbourg, puis à Paris, avant d'intégrer l'école nationale supérieure d'agriculture de Rennes, dont il sort avec un diplômé d'ingénieur en 1934. Il reprend d'ailleurs en 1937 l'exploitation familiale.
Mobilisé comme officier de cavalerie au début de la seconde guerre mondiale, il participe ensuite à la résistance, avant de parvenir à quitter l'Alsace pour rejoindre les Forces françaises combattantes. Officier d'état-major de la 2e division blindée, il participe aux combats de la Libération.
Son action pendant la guerre lui vaut la Croix de guerre, la médaille des évadés, la médaille des combattants volontaires, et celle des combattants volontaires de la résistance.
Rendu à la vie civile en 1946, il reprend son activité professionnelle et s'investit dans le syndicalisme agricole.
Il s'engage aussi en politique, et se présente aux législatives de novembre 1946 sur la liste menée par Pierre Clostermann, qui se revendique à la fois de l'UDSR et de l'Union gaulliste. Il est alors élu député.
L'essentiel de son activité parlementaire se concentre sur les questions agricoles. Il dépose plusieurs propositions essentiellement techniques à ce sujet.
En 1951, il se présente sur la liste du RPF aux législatives, où il est réélu. Toujours très actif sur les questions agricoles, il suit sur l'ensemble des questions de politique générale, les positions du groupe gaulliste, jusqu'à la mise en sommeil du RPF par De Gaulle en 1953.
En 1956, il figure en seconde position sur la liste des Républicains sociaux, menée par Pierre Kœnig. Celle-ci n'obtenant qu'un seul siège, il n'est pas réélu.
Il entame alors une réorientation professionnelle, abandonnant son exploitation agricole pour devenir attaché d'Ambassade à Bonn.
Il revient cependant dans la vie politique locale assez rapidement. En novembre 1958, il est candidat aux législatives, comme suppléant de Georges Ritter, avec l'étiquette du CNI, mais celui-ci n'est pas élu.
En avril 1959, il se présente aux sénatoriales, sur une liste d'union MRP-CNI, opposée à celle des gaullistes. Avec 65,6 % des voix, il est élu dès le premier tour, et s'inscrit au groupe MRP.
Il poursuit son action en défense des intérêts agricoles au Sénat, tout en étant, en 1964, élu président de la chambre d'agriculture du Bas-Rhin.
Réélu sénateur en 1968, avec 63,7 % des voix dès le premier tour, il s'intéresse désormais aussi aux questions internationales, et défend la construction européenne.
Il décide, en 1977, de ne pas se représenter et de se retirer de la vie politique.

## Détail des fonctions et des mandats
Mandats parlementaires
- 10 novembre 1946 - 1er décembre 1955 : député du Bas-Rhin
- 26 avril 1959 - 22 septembre 1968 : sénateur du Bas-Rhin

Mandat local
- 29 octobre 1947 - 21 mars 1959 : maire d'Ittenheim

## Décorations
- Officier de la Légion d'honneur
- Croix de guerre 1939-1945 avec deux citations
- Médaille des évadés
- Médaille de la Reconnaissance française